# Hanseatic Bank
Die Hanseatic Bank GmbH & Co KG ist ein deutsches Kreditinstitut mit Sitz in Hamburg. Die Bank ist eine Tochtergesellschaft der Société Générale und der Otto Group. Die Geschäftstätigkeit der Bank umfasst die Bereiche Konsumentenkredite, Kreditkarten, Einlagen- und Versicherungsgeschäft sowie Forderungsmanagement und Factoring.

## Unternehmensgeschichte
Das Kreditinstitut wurde 1969 in Hamburg als Hanseatic Bank Teilzahlungsfinanzierungs-GmbH & Co KG. gegründet, um als Teilzahlungsbank die Warenkreditgeschäfte der Kunden des Otto-Versands abzuwickeln. 1976 wurde die Vollbankenkonzession erworben, mit der alle Finanzprodukte angeboten werden konnten. Neben Konsumentenkrediten ermöglichten Sparbriefe und -einlagen die Geldanlage, später kamen Geschäfte mit Fonds und Lebensversicherungen hinzu. Im Zuge der Einführung des Passivgeschäftes baute die Bank ein Filialnetz auf. 1976 wurden Zweigstellen in Essen, Hanau, Hannover und Nürnberg eröffnet. Die erste Finanzberatung der Bank wurde 1978 in Saarbrücken eröffnet. Die Bank führte 1985 als eine der ersten Geldautomaten in Deutschland ein. Weitere Filialen entstanden in Berlin, Köln und Würzburg; nach der deutschen Wiedervereinigung auch in Erfurt, Leipzig, Rostock und Schwerin.
Bis 2005 gehörten 90 % der Bankanteile dem Otto-Versand, während die Otto-Tochter Schwab Versand 10 % hielt. 2005 wurden 75 % der Anteile an die französische Großbank Société Générale verkauft, um das Konsumentenkreditgeschäft auszubauen; die restlichen 25 % verblieben bei der Otto Group. 2006 gründete die Hanseatic Bank die Tochtergesellschaft Hanseatic Service Center GmbH (HSCE). Dort übernehmen die Mitarbeiter im Wesentlichen Aufgaben in der Kredit- und Einlagenverwaltung und stehen Kunden und Kooperationspartnern telefonisch und per E-Mail zur Verfügung. 2020 wurden acht von neun der durch die HSCE betriebenen Filialen geschlossen. Nur die Filiale am Unternehmenssitz Hamburg blieb zunächst erhalten, wurde später aber auch geschlossen. Entscheidend dafür waren ein verstärkter Gebrauch des Online-Bankings und die Digitalisierung der Vertriebswege, der Einfluss der COVID-19-Pandemie und notwendige Maßnahmen zur Kostenreduzierung. Der Vertrieb erfolgt seitdem über Partner, telefonisch und im Internet.

## Geschäftsführer
Seit ihrer Gründung hatte die Hanseatic Bank 14 Geschäftsführer, seit 1981 zwei gleichzeitig. Zurzeit haben Detlef Zell und Michel Billon dieses Amt inne.
Die Geschäftsführer waren:
- bis 1969: Horst Hansen
- 1969 bis 1971: Wilhelm Hopp
- 1971 bis 1973: Peter Ott
- 1973 bis 1977: Walter Willhöft
- 1974 bis 1985: Friedhelm Rüther
- 1977 bis 1981: Ullrich Pannwitz
- 1981 bis 1992: Michael E. Crüsemann
- 1981 bis 1983: Hans Duve
- 1985 bis 2001: Karl-Heinz Albien
- 1992 bis 2007: Torsten Brandes[9]
- seit 2001: Detlef Zell
- 2006 bis 2009: Arnaud Leclair
- 2009 bis 2010: Stéphane Riehl
- seit 2010: Michel Billon[10]